# Amphidium remotidens
Amphidium remotidens är en bladmossart som beskrevs av Brotherus 1902. Amphidium remotidens ingår i släktet trattmossor, och familjen Orthotrichaceae. Inga underarter finns listade i Catalogue of Life.